# Aiken (Carolina del Sud)
Aiken è una città degli Stati Uniti d'America, capoluogo della Contea di Aiken, nello stato della Carolina del Sud.

## Storia
La città fu ufficialmente fondata nel 1835 e fu così denominata in onore di William Aiken, fondatore di una compagnia ferroviaria a Charleston.